# Сан Ђорђо (Пјаченца)
Сан Ђорђо је насеље у Италији у округу Пјаченца, региону Емилија-Ромања.
Према процени из 2011. у насељу је живело 14 становника. Насеље се налази на надморској висини од 421 м.